# Villar-Saint-Anselme
Villar-Saint-Anselme är en kommun i departementet Aude i regionen Occitanien  i södra Frankrike. Kommunen ligger  i kantonen Saint-Hilaire som ligger i arrondissementet Limoux. År 2022 hade Villar-Saint-Anselme 117 invånare.

## Befolkningsutveckling
Antalet invånare i kommunen Villar-Saint-Anselme
Referens: INSEE